# Wilhelm Svenson
Wilhelm Carl Arnold Svenson, född den 16 juni 1803 i Stockholm, död den 16 juni 1876 på samma ort, var en svensk skådespelare, verksam på Kungliga Teatern i Stockholm mellan 1829 och 1868.

## Tidiga år
Svenson föddes den 16 juni 1803 som son till tullförvaltaren i Stockholm Jonas Svenson och Anna Magdalena Heimberger. Han var anställd i en lärftkramhandel i Stockholm mellan 1817 och 1819, och arbetade därefter på handelskontor i Hamburg 1819–1820.

## Karriär
Wilhelm Svenson antogs som elev vid Kungliga Teatern 1821, och var därefter "sufflör på scenen" (d.v.s. underregissör) mellan juli 1824 och juni 1832. 1829 blev han skådespelare på teatern.
Åren 1838 och 1839 reste han i Tyskland och Frankrike. Han var lärare i deklamation för Kungliga Teaterns elever 1840–1841 och 1856–1857, samt bibliotekarie vid dramatiska biblioteket 1 juli 1860–1 oktober 1868. Sedan han lämnat denna befattning erhöll han medaljen Sui memores alios fecere merendo den 10 oktober 1868.
Svenson spelade under sin långa karriär både komiska och allvarliga roller. Bland dessa kan nämnas Butler i Wallensteins död, Hans Buller i Brodertvisten, Kapten Storm i Den löjliga slägten, Brandt i Felsheims hussar, Kung Fredrik I i Värja och stångpiska och i Giftermålet på befallning, Sven Ulfson i Engelbrekt och hans dalkarlar och Peder Ulfson i Dagen gryr. Han var stor och ovig, och denna kroppsbyggnad gav, tillsammans med hans starka basröst, uttryck åt hans komiska förmåga, som enligt Arvid Ahnfelt "utmärkte sig för ganska mycken kraft i förening med en tilltalande godmodighet." 1866 fick han livstidskontrakt på Dramaten, och han var länge en av teaterns mest populära skådespelare; hans Sven Ulfson i August Blanches Engelbrekt och hans dalkarlar gjorde stor lycka varje gång stycket uppfördes. Samma pjäs hade han som sin avskedsrecett den 16 april 1868.

## Familj
Wilhelm Svenson gifte sig den 3 mars 1844 med Anna Emilie (Emma) Neukerck (död den 19 juli 1887). Makarna testamenterade sin efterlämnade förmögenhet till en fond, vars avkastning skulle komma änkor efter aktörer vid de kungliga teatrarna till del.

## Teater

### Roller (ej komplett)
| År   | Roll                       | Produktion                                                | Regi | Teater                      |
| ---- | -------------------------- | --------------------------------------------------------- | ---- | --------------------------- |
| 1863 | Peder Stolpe, stallmästare | Siri Brahe och Johan Gyllenstierna Gustav III             |      | Kungliga Dramatiska Teatern |
| 1863 | Dufouré, f.d. jernkrämare  | Så kallade Hedersmän Théodore Barrière och Ernest Capendu |      | Kungliga Dramatiska Teatern |